# Eishockeymeisterschaft des Pazifiks (Austragungen)
Die folgende Auflistung zeigt alle Ergebnisse der Eishockeymeisterschaft des Pazifiks zwischen 1995 und 1996.
| Inhaltsverzeichnis 1995 1996 Literatur Weblinks |

## Austragung 1995
Die erste Eishockeymeisterschaft des Pazifiks fand zwischen dem 3. und 8. April 1995 im US-amerikanischen San Jose im Bundesstaat Kalifornien statt. Gespielt wurde in der San Jose Arena. Kanada setzte sich im Finale gegen den Vorrundensieger USA durch. Den dritten Platz sicherte sich die Volksrepublik China vor Japan.
Die Topscorerin des Wettbewerbs war die US-Amerikanerin Karyn Bye mit elf Punkten, darunter neun Tore.

### Vorrunde
| 3. April 1995 | Kanada | 12:0 (-:-, -:-, -:-) | Japan | San Jose Arena, San Jose |

| 3. April 1995 | USA | 3:2 (-:-, -:-, -:-) | Volksrepublik China | San Jose Arena, San Jose |

| 4. April 1995 | Kanada | 9:1 (-:-, -:-, -:-) | Volksrepublik China | San Jose Arena, San Jose |

| 4. April 1995 | USA | 14:0 (-:-, -:-, -:-) | Japan | San Jose Arena, San Jose |

| 6. April 1995 | Volksrepublik China | 3:1 (-:-, -:-, -:-) | Japan | San Jose Arena, San Jose |

| 6. April 1995 | USA | 5:2 (-:-, -:-, -:-) | Kanada | San Jose Arena, San Jose |

| Pl. | Land                | Sp | S | U | N | Tore  | Punkte |
| 1.  | USA                 | 3  | 3 | 0 | 0 | 22:04 | 6:0    |
| 2.  | Kanada              | 3  | 2 | 0 | 1 | 23:06 | 4:2    |
| 3.  | Volksrepublik China | 3  | 1 | 0 | 2 | 06:13 | 2:4    |
| 4.  | Japan               | 3  | 0 | 0 | 3 | 01:29 | 0:6    |

### Finalrunde
Halbfinale
| 7. April 1995 | USA | 12:0 (5:0, 4:0, 3:0) | Japan | San Jose Arena, San Jose |

| 7. April 1995 | Kanada | 3:2 n. P. (0:0, 0:2, 2:0, 0:0, 1:0) | Volksrepublik China | San Jose Arena, San Jose |

Spiel um Platz 3
| 8. April 1995 | Volksrepublik China | 5:0 (2:0, 1:0, 2:0) | Japan | San Jose Arena, San Jose |

Finale
| 8. April 1995 | Kanada | 4:3 n. P. (1:0, 0:1, 0:0, 0:0, 3:2) | USA | San Jose Arena, San Jose |

### Siegermannschaft
| Pazifik-Meister Kanada | Danielle Dubé, Lesley Reddon – Cassie Campbell, Judy Diduck, Rebecca Fahey, Cindy Francoeur, Chantal Leclair, Fiona Smith – Bobbi Auger, Martine Bérubé, Nancy Deschamps, Nancy Drolet, Lori Dupuis, Marianne Grnak, Mel Haz, Luce Letendre, Anne Rodrigue, Laura Schuler, Hayley Wickenheiser, Stacy Wilson Trainerin: Shannon Miller |

## Austragung 1996
Die zweite und letzte Eishockeymeisterschaft des Pazifiks fand zwischen dem 1. und 6. April 1996 im kanadischen Richmond in der Provinz British Columbia statt. Gespielt wurde in der Minoru Arena. In diesem Jahr diente das Turnier als Qualifikation für die Frauen-Weltmeisterschaft 1997, für die sich die drei Erstplatzierten qualifizierten. Kanada gewann im Finale erneut gegen die USA durch. Den dritten Platz sicherte sich die Volksrepublik China vor Japan.
Die Topscorerin des Wettbewerbs war die Kanadierin Danielle Goyette mit elf Punkten, darunter vier Tore. Die Auszeichnung als beste Torhüterin erhielt die Chinesin Guo Hong, während die Kanadierin Geraldine Heaney zur besten Verteidigerin und die US-Amerikanerin Cammi Granato zur besten Stürmerin ernannt wurden.

### Vorrunde
| 1. April 1996 | USA | 4:2 (-:-, -:-, -:-) | Volksrepublik China | Minoru Arena, Richmond |

| 1. April 1996 | Kanada | 12:0 (-:-, -:-, -:-) | Japan | Minoru Arena, Richmond |

| 2. April 1996 | Kanada | 1:0 (-:-, -:-, -:-) | Volksrepublik China | Minoru Arena, Richmond |

| 2. April 1996 | Japan | 0:15 (-:-, -:-, -:-) | USA | Minoru Arena, Richmond |

| 3. April 1996 | Volksrepublik China | 4:1 (-:-, -:-, -:-) | Japan | Minoru Arena, Richmond |

| 3. April 1996 | Kanada | 3:2 (-:-, -:-, -:-) | USA | Minoru Arena, Richmond |

| Pl. | Land                | Sp | S | U | N | Tore  | Punkte |
| 1.  | Kanada              | 3  | 3 | 0 | 0 | 16:02 | 6:0    |
| 2.  | USA                 | 3  | 2 | 0 | 1 | 21:05 | 4:2    |
| 3.  | Volksrepublik China | 3  | 1 | 0 | 2 | 06:06 | 2:4    |
| 4.  | Japan               | 3  | 0 | 0 | 3 | 01:31 | 0:6    |

### Finalrunde
Halbfinale
| 5. April 1996 | Kanada | 18:0 (6:0, 6:0, 6:0) | Japan | Minoru Arena, Richmond |

| 5. April 1996 | USA | 5:0 (-:-, -:-, -:-) | Volksrepublik China | Minoru Arena, Richmond |

Spiel um Platz 3
| 6. April 1996 | Volksrepublik China | 5:1 (2:1, 1:0, 2:0) | Japan | Minoru Arena, Richmond |

Finale
| 6. April 1996 | Kanada | 4:1 (0:0, 0:0, 4:1) | USA | Minoru Arena, Richmond |

### Siegermannschaft
| Pazifik-Meister Kanada | Danielle Dubé, Manon Rhéaume – Thérèse Brisson, Cassie Campbell, Judy Diduck, Rebecca Fahey, Geraldine Heaney, Fiona Smith – Nancy Deschamps, Nancy Drolet, Lori Dupuis, Danielle Goyette, Marianne Grnak, Angela James, Luce Letendre, Karen Nystrom, Laura Schuler, France St. Louis, Hayley Wickenheiser, Stacy Wilson Trainerin: Shannon Miller |